# Geri (Cipro)
Geri (in greco  Γέρι?) è un comune di Cipro, situato nel distretto di Nicosia.
Esso è localizzato circa 10 km a sudest di Nicosia.